# Frischli
Die Frischli Milchwerke GmbH (Eigenschreibweise: frischli) ist ein deutscher Lebensmittelhersteller mit Stammwerk in Rehburg Stadt (Niedersachsen) und drei weiteren Milchwerken in Weißenfels (Sachsen-Anhalt), Eggenfelden (Bayern) und Schöppingen (Nordrhein-Westfalen).
Die vier Milchverarbeitungsbetriebe stellen circa 120 haltbare und frische Molkereiprodukte her.

## Geschichte
Die Geschichte geht zurück auf die im August 1901 im ostwestfälischen Frille von Hermann Schäkel gegründete kleine Molkerei. Ende der 1960er Jahre schlossen sich die verwandtschaftlich verbundenen Privatmolkereien Schäkel, Holtorf und Winkelmann zu einem gemeinsamen Unternehmen zusammen.
Im Jahr 2024 schloss Frischli eine Kooperation  mit dem Lebensmittelindustrieunternehmen H. & J. Brüggen KG mit dem Hauptsitz in Lübeck. Die Unternehmensneugründung The Oat Factory („Die Hafer-Fabrik“) firmiert als GmbH. Sie entwickelt und produziert in Rehburg-Loccum Haferdrinks, Haferdrink-Konzentrate und Haferprodukte für den Lebensmitteleinzelhandel und für Industriekunden.

## Standorte
Der Sitz befindet sich seit 1970 in Rehburg-Loccum in Niedersachsen. Außerdem gibt es seit der Übernahme der Molkerei Huber im Jahr 1996 eine Produktionsstätte in Bayern, die frischli Milchwerke GmbH & Co. Huber oHG in Eggenfelden, einen der modernsten Kaffeesahne-Hersteller in Europa. frischli Eggenfelden gehört europaweit zu den größten Produzenten von Kaffeesahne-Portionen und produziert jährlich 2,5 Milliarden Cups, dies auch in Kooperation mit der Hochwald-Gruppe. Der Standort in Sachsen-Anhalt, frischli Milchwerk Weißenfels GmbH, existiert seit 1992. Durch den Abkauf vom Molkereikombinat Merseburg und Investitionen von 50 Millionen D-Mark wurde der dort seit 1929 ansässige Molkereibetrieb umgebaut. Zunächst im Rahmen einer Vertriebskooperation im Jahr 2017 ist die Sahnemolkerei H. Wiesehoff GmbH seit 2021 ebenfalls Teil der frischli Gruppe.

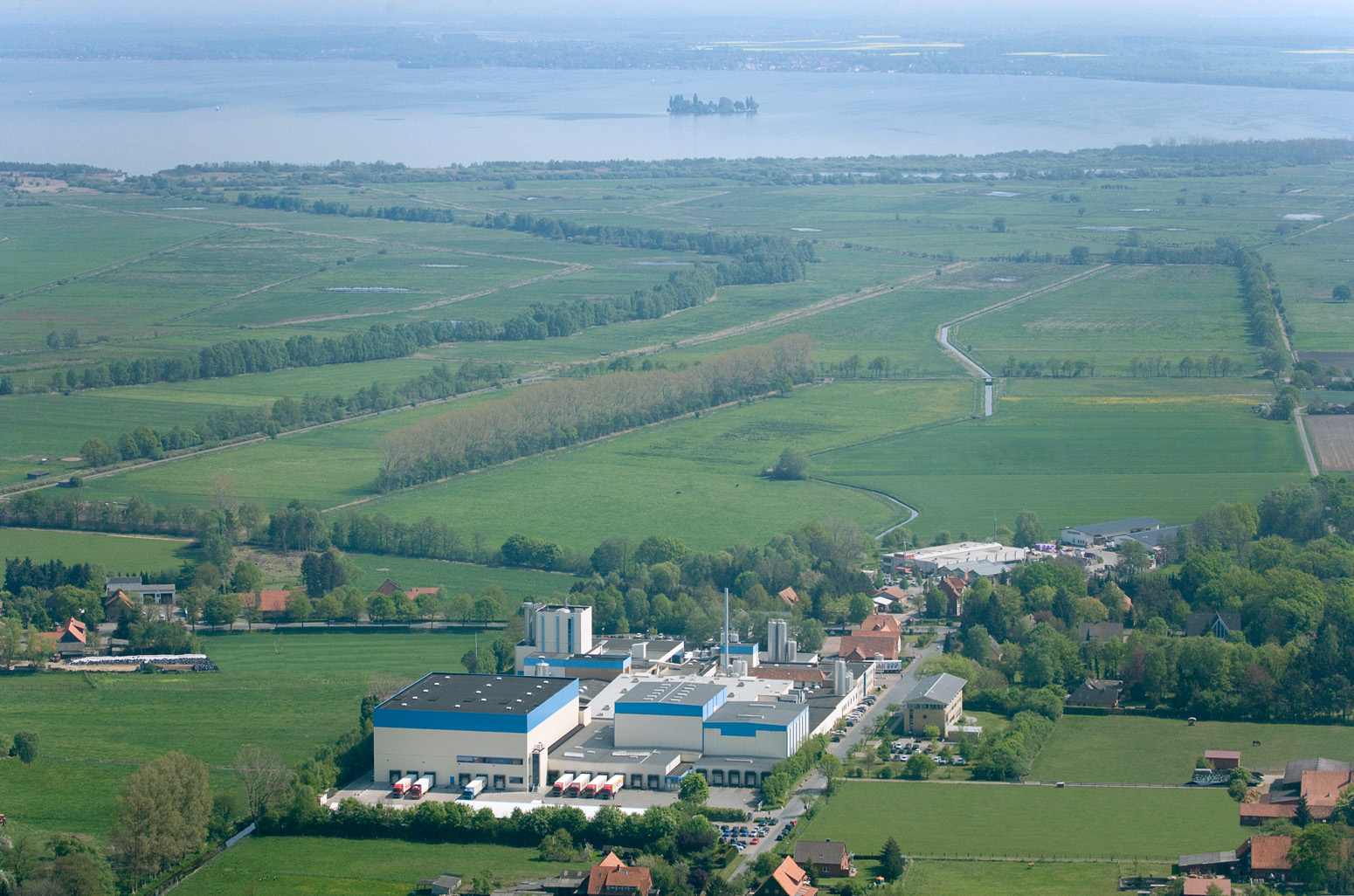
Hauptsitz der frischli Milchwerke GmbH in Rehburg-Loccum
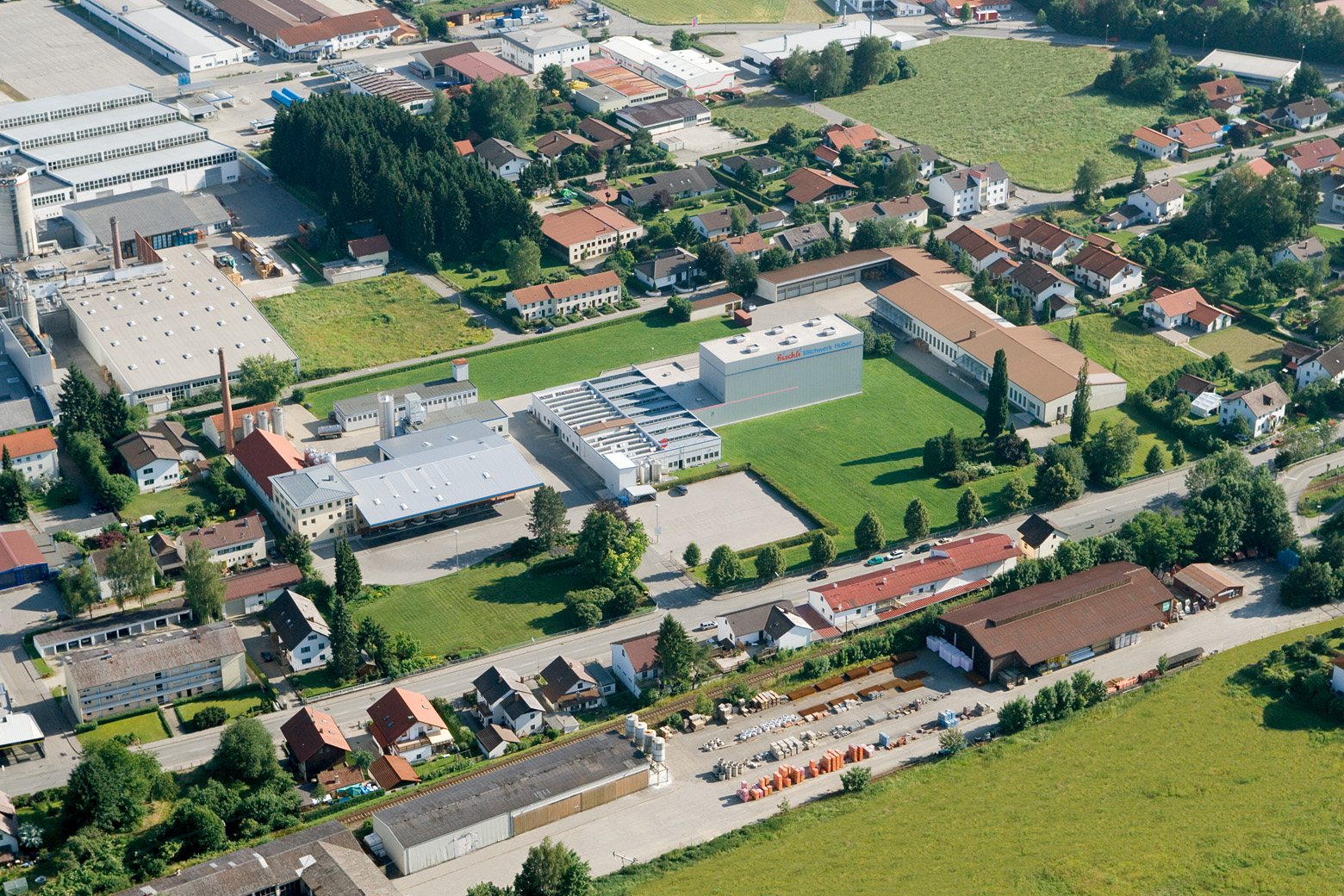
frischli Milchwerk GmbH & CO.KG Huber OHG in Eggenfelden
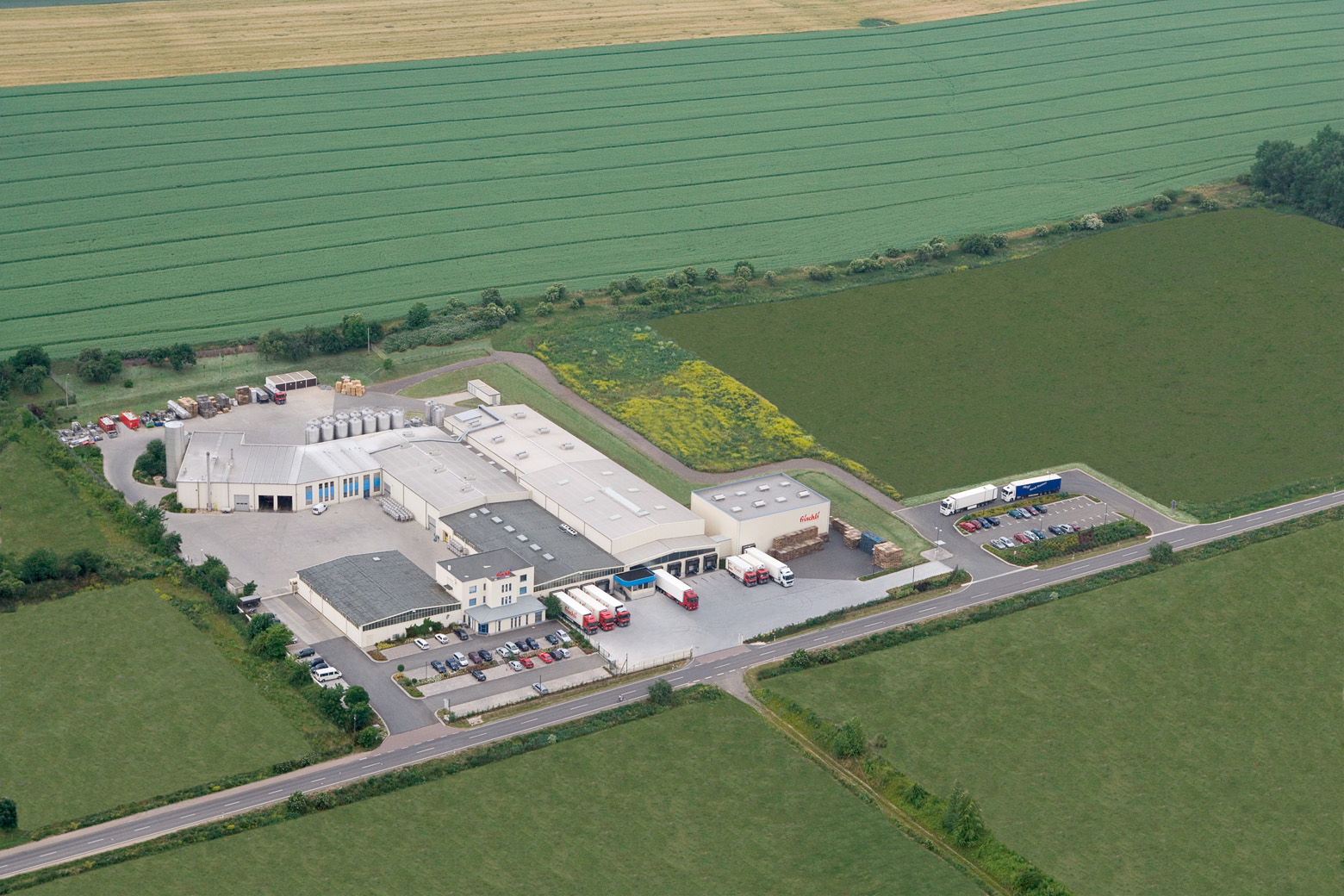
frischli Milchwerke Weißenfels GmbH
Sahnemolkerei H. Wiesehoff GmbH in Schöppingen

## Produkte
Bekannte Produkte sind der seit 1987 in Kooperation mit Nestlé vertriebene Kakao „Nesquik trinkfertig“ oder die Milchquark-Mahlzeit „Leckermäulchen“, das von 1979 bis 1989 auch in der Molkerei Weißenfels hergestellt wurde.
Nach der mehrheitlichen Übernahme und der 1992 erfolgten Umwandlung der Molkerei Weißenfels in Sachsen-Anhalt in einen Spezialbetrieb für Speisequark brachte frischli im Dezember 1995 den DDR-Klassiker „Leckermäulchen“ nach der Wende wieder in den Handel und konnte damit den Umsatz enorm steigern.
In Rehburg-Loccum werden Milch, Sahne und Kakao, Puddings sowie ein großes Sortiment an Molkereiprodukten für Gemeinschaftsverpflegung, Gastronomie und Catering produziert. Seit Herbst 2021 bietet frischli auch rein pflanzliche Desserts und Milchalternativen auf Haferbasis. Am Standort in Eggenfelden ist eine von Europas größten Produktionsstätten für Kaffeesahne-Portionen ansässig. Bei der Sahnemolkerei H. Wiesehoff werden frische Molkereiprodukte für Großverbraucher, aber auch Eismix-Produkte für die Herstellung von Speiseeis und Softeis sowie länger haltbare Sahne für den Export produziert.